# Consistórios de Adriano IV
Esta entrada reúne a lista completa dos consistórios para a criação de novos cardeais presididos pelo Papa Adriano IV, com a indicação de todos os cardeais criados dos quais há informação documental (23 novos cardeais em 3 consistórios). Os nomes são colocados em ordem de criação.

## Dezembro de 1155
1. Ubaldo, criado cardeal-presbítero de São Lourenço em Lucina; † junho de 1157
2. Giovanni Pizzuti, cônego regular de São Vitor (Paris), criado cardeal-diácono de Santa Maria da Scala; † ca. 1182
3. Giovanni, criado cardeal-diácono (diaconia desconhecida); † c. 1180.
4. Boso Breakspear, O.S.B., cardeal-sobrinho; criado cardeal-diácono dos Santos Cosme e Damião; † falecido no outono de 1181.
5. Ardicio Rivoltella, criado cardeal-diácono de São Teodoro; † 1186.
6. Bonadies de Bonadie, criado cardeal-diácono de Santo Ângelo em Pescheria; † 1165
7. Alberto Sartori di Morra, O. Præm de St. Martin (Laon); criado cardeal-diácono de Santo Adriano no Fórum; eleito Papa Gregório VIII em 21 de outubro de 1187; morreu em dezembro do mesmo ano.
8. Guglielmo Matengo, O.Cist., criado cardeal-diácono de Santa Maria em Via Lata; † nel gennaio 1178.
9. Guido, criado cardeal-diácono de Santa Maria em Aquiro; † circa 1158.

## Fevereiro–Março de 1158
1. Cinzio Papareschi, criado cardeal-diácono de Santo Adriano no Fórum; † por volta de junho de 1182
2. Pietro di Miso, criado cardeal-diácono de Santo Eustáquio; † depois de julho de 1182
3. Raymond des Arènes, criado cardeal-diácono de Santa Maria em Via Lata; † c. 1176.
4. Giovanni Conti, criado cardeal-diácono de Santa Maria no Pórtico de Otávia; † depois de março de 1196.
5. Simone, O.S.B., abade de Subiaco, criado cardeal-diácono de Santa Maria em Domnica; † depois de novembro de 1183

## Fevereiro de 1159
1. Gualterio, criado cardeal-bispo de Albano; † 1178 ou início de 1179.
2. Pietro, criado cardeal-presbítero de Santa Cecília
3. Giovanni, criado cardeal-diácono (diaconia desconhecida)
4. Jacopo, criado cardeal-presbítero (título desconhecido); † antes de 1181
5. Gerardo, criado cardeal-presbítero de Santa Prudenciana; † c. 1164
6. Uberto, criado cardeal-presbítero Santa Priscila; † antes de 1180
7. Gregorio, criado cardeal-diácono (diaconia desconhecida)
8. Guido, criado cardeal-diácono de Santa Maria em Aquiro; † por volta de julho de 1161
9. Romano, criado cardeal-diácono de Santa Lúcia em Septisolio